# 林直大
林直大（はやし なおひろ、1994年3月9日 - ）は、日本のミュージシャン。2012年から2018年までフィッシュライフのメンバーとして活動していた。同じ事務所の所属であるアイドルグループairatticのメインソングライターを務めている。2020年から活動中のソロプロジェクトである多次元制御機構よだかについてもこの項で記述する。

## 略歴
2012年
- 大阪府にてフィッシュライフを結成。

2018年
- 10月2日、フィッシュライフを解散[3]。

2019年
- 7月、 tipToe.『Silent Sign』(作曲・編曲)[4]の提供を皮切りに、楽曲提供活動を開始する。

### 多次元制御機構よだか
2020年
- 8月31日、『夜間飛行』を配信リリース[5]し、ソロプロジェクト多次元制御機構よだかとしての活動を開始。

2021年
- 5月5日、LIVE SQUARE 2nd LINEにて多次元制御機構よだか始動ワンマンライブ「大阪照霞五輪」(よみ・おおさかてれきゃすごりん)[6]を開催予定であったが、延期。7月23日、同会場にて振替開催[7]。

2022年
- 3月3日、『或星/時空怪盗』を配信リリース[8]。
- 3月20日、LIVE SQUARE 2nd LINEにてワンマンライブ「RE-ENTRY」を開催。

2023年
- 8月24日、梅田Zeelaにてワンマンライブ「晩夏游泳 (we are floating in summer ends)」を開催[9]。
- 8月25日、1st EP『PILOT』を会場限定・配信リリース[10]。
- 8月28日、新代田FEVERにて「多次元制御機構よだか 公開演習」を開催[11]、同日・同会場でTHE KEBABS主催「THE KEBABS 夏友」に出演[12]。

2024年
- 3月28日、下北沢SHELTERにてワンマンライブ「多次元制御機構よだか presents COCKPIT」を開催[13]。
- 3月29日、「ヒーロー」を配信リリース[14]。
- 8月16日、下北沢Shangri-laにてワンマンライブ 「Now Landing____」を開催[15]。

2025年
- 2月26日、「スピン」を配信リリース[16]。
- 4月30日、下北沢SHELTERにてショートワンマンライブ「Still storming!!」[17]、同日・同会場でthe bercedes menzをゲストに迎え「世田谷、ポップ、春の風」を開催[18]。
- 6月20日より、初となる東名阪ツアー「stand (not) alone」を開催[19]。同ツアーにて会場限定シングル「夜間飛行」新録バージョンをリリース[20]。
- 6月25日、ツアーファイナルとなる渋谷CLUB QUATTRO公演にて、TOY'S FACTORYからのメジャーデビューを発表[21]。
- 6月28日 - 「曲名」MVが公開。
- 6月29日、Veats ShibuyaにてLEEVELLES、(夜と)SAMPO、フィッシュライフ[注釈 1]をゲストに迎え、「FAIRYTALE，」を開催。[22]。

## 多次元制御機構よだか
林直大によるソロプロジェクト。

### サポートメンバー
- たか (ゴードマウンテン) - ベース。関西圏での主なサポートメンバー。
- 田中智裕 (ソウルフード) - ドラムス。関西圏での主なサポートメンバー。多次元制御機構よだかにおけるフライヤー、ジャケットデザインなどのグラフィックデザインを複数担当している。
- 田淵智也 (UNISON SQUARE GARDEN、THE KEBABS、Q-MHz) - ベース・コーラス。関東圏での主なサポートメンバー。
- 鈴木浩之 (THE KEBABS、ex.ART-SCHOOL) - ドラムス。関東圏での主なサポートメンバー。
- ピクミン (GRAND FAMILY ORCHESTRA、ex.ハヌマーン) - ドラムス。
- 大澤伸広 (侍文化) - ベース。
- 平田卓巳 (うさぎドライヴ) - ベース。

## ディスコグラフィ

### 多次元制御機構よだか

#### インディーズ

##### CDシングル
| 発売日        | タイトル             | 品番     | 収録曲            | 備考                                        |
| ------------- | -------------------- | -------- | ----------------- | ------------------------------------------- |
| 2025年6月20日 | 「夜間飛行」新録ver. | MCMY-002 | 全1曲 1. 夜間飛行 | 会場限定販売 Bass：田淵智也 Drums：鈴木浩之 |

##### 配信シングル
| 発売日        | タイトル      | 収録曲                    |
| ------------- | ------------- | ------------------------- |
| 2020年8月30日 | 夜間飛行      | 全1曲 1. 夜間飛行         |
| 2022年3月3日  | 或星/時空怪盗 | 全2曲 1. 或星 2. 時空怪盗 |
| 2024年3月29日 | ヒーロー      | 全1曲 1. ヒーロー         |
| 2025年2月26日 | スピン        | 全1曲 1. スピン           |

##### EP
|     | 発売日        | タイトル | 収録曲 | 備考                  |
| --- | ------------- | -------- | --- | --------------------- |
| 1st | 2023年8月25日 | PILOT    | 全7曲 1. システムオールグリーン 2. 飛鯨五十二号 3. 蛞蝓 4. 天國 5. INTERNET LIVING DEAD 6. ミルキーウェイ・トラフィック 7. 曲名 | 会場限定販売 配信あり |

### 林直大

#### デモ
| 発売日       | タイトル    | 収録曲                       | 備考                    |
| ------------ | ----------- | ---------------------------- | ----------------------- |
| 不明         | 1st demo CD | 不明                         | 会場限定販売 現在は廃盤 |
| 2019年3月2日 | 2nd demo CD | 全2曲 1. GIRL FRIEND 2. 悪人 | 会場限定販売 現在は廃盤 |

## 楽曲提供

### アーティスト
tipToe.
- 「Silent Sign」作曲・編曲
- 「春の風速、帳が揺れて」作曲・編曲
- 「ユナイト」作曲・編曲
- 「燕子花」作詞・作曲・編曲
- 「シンガーソングトラベラー」共作曲・共編曲（瀬名航と共同）

- 「スターゲイザー」作曲・編曲

airattic
- 「環状線チルドレン」作詞・作曲・編曲

- 「invisible」作詞・作曲・編曲
- 「plastic dada」共作詞（瀬名航と共同）
- 「屋根裏から愛を込めて」作曲・編曲
- 「檸檬」作詞・作曲・編曲

- 「フリッカーズ・ハイ」作詞・作曲・編曲
- 「オイルド・クラーケン」作詞・作曲・編曲
- 「ディストーション」作詞・作曲・編曲
- 「サーチライト」作詞・作曲・編曲
- 「レイニータクシー」作詞・作曲・編曲
- 「エイトクライド＆ビートボニー」作詞・作曲・編曲

DIALOGUE+
- 「D+ has come」共作曲・共編曲（作曲は田淵智也、編曲はシノダ（ヒトリエ）と共同）

- 「ぼくらのユニバース」作詞・作曲
- 「これは訓練ではない」作詞・作曲・共編曲（堀江晶太、Norと共同）
- 「ロックンロール！」作曲・編曲

halca
- 「あれこれドラスティック (feat.鈴木愛奈) 」共作曲・編曲（田淵智也と共同）

太陽と踊れ月夜に唄え
- 「スプらっしゃい！」作詞・作曲・編曲

Mika(惑星VORTEX)
- 「鬼火唄」作詞・作曲・編曲

### アニメ
弱キャラ友崎くん
七海みなみ(CV: 長谷川育美)
- 「STAND BY みー！」作詞・作曲・編曲

菊池風香(CV: 茅野愛衣）
- 「ひら、ひらり」作詞

七海みなみ (CV: 長谷川育美) & 菊池風香 (CV: 茅野愛衣）
- 「つづきから」作詞・作曲・編曲

## 参加作品

### 演奏参加
tipToe.
- 「ラストソング」エレキギター

airattic
- 「シングルライダー」エレキギター
- 「アルカホリックファズ」エレキギター

ポップしなないで
- 「あかるい秘密結社」エレキギター
- 「愛とべいべー」エレキギター

### 歌唱参加
- TVCM「つながる歌・スターリンク」篇[23]

## ミュージックビデオ
| 公開日 | 公開日  | 曲名     |
| ------ | ------- | -------- |
| 2022年 | 3月8日  | 或星     |
| 2023年 | 9月8日  | 夜間飛行 |
| 2025年 | 6月16日 | ヒーロー |
| 2025年 | 6月28日 | 曲名     |

## 主なライブ・イベント

### 主催ライブ・ツアー
| 年   | 日付              | 公演名                                                                 | 会場                                                                                                  | 備考                                         |
| ---- | ----------------- | ---------------------------------------------------------------------- | --- | -------------------------------------------- |
| 2021 | 7月23日           | 多次元制御機構よだか 始動ワンマンライブ 「大阪照霞五輪」               | 大阪府 LIVE SQUARE 2nd LINE                                                                           | 5月5日に開催予定であった同名公演の振替開催。 |
| 2022 | 3月20日           | 多次元制御機構よだか ONE MAN LIVE 「RE-ENTRY」                         | 大阪府 LIVE SQUARE 2nd LINE                                                                           |                                              |
| 2023 | 8月24日           | 多次元制御機構よだかONE MAN LIVE 「晩夏游泳(floating in summer ends)」 | 大阪府 梅田Zeela                                                                                      |                                              |
| 2023 | 8月28日           | 「多次元制御機構よだか 公開演習」                                      | 東京都 新代田FEVER                                                                                    | O.A.THE KEBABS                               |
| 2023 | 10月6日           | 多次元制御機構よだか presents "PARA-LYZE"                              | 東京都 渋谷THE GAME                                                                                   | w/cadode、草野華余子                         |
| 2023 | 12月27日          | 多次元制御機構よだか presents 「GEMINI REVERB」                        | 大阪府 LIVEHOUSE ANIMA                                                                                | w/コンテンポラリーな生活                     |
| 2024 | 3月28日           | 多次元制御機構よだか presents 「COCKPIT」                              | 東京都 下北沢SHELTER                                                                                  |                                              |
| 2024 | 8月16日           | 多次元制御機構よだか単独公演 「Now Landing___」                        | 東京都 下北沢Shangri-la                                                                               |                                              |
| 2024 | 10月30日          | 多次元制御機構よだか主催 游星X                                         | 東京都 新代田FEVER                                                                                    | w/Bocchi、UtaKata                            |
| 2024 | 11月13日          | 多次元制御機構よだか主催 游星Y                                         | 東京都 新代田FEVER                                                                                    | w/ぼっちぼろまる、airattic                   |
| 2024 | 12月4日           | 多次元制御機構よだか主催 游星Z                                         | 東京都 新代田FEVER                                                                                    | w/アルカラ                                   |
| 2025 | 4月30日           | 多次元制御機構よだか presents SHORT ONEMAN「Still storming!!」         | 東京都 下北沢SHELTER                                                                                  |                                              |
| 2025 | 4月30日           | 多次元制御機構よだか presents 「世田谷、ポップ、春の風」               | 東京都 下北沢SHELTER                                                                                  | w/the bercedes menz                          |
| 2025 | 6月20日 - 6月25日 | 多次元制御機構よだか 東名阪TOUR2025「stand (not) alone」               | 3会場3公演 6月20日 愛知県 ell.FITS ALL 6月21日 大阪府 LIVEHOUSE ANIMA 6月25日 東京都 渋谷CLUB QUATTRO |                                              |
| 2025 | 8月5日            | 多次元制御機構よだか主催 弾き語りイベント「浅酌星唱」                  | 東京都 SHIBUYA CYCLONE                                                                                | w/ヤマトパンクス(PK shampoo)                 |
| 2025 | 9月21日           | 多次元制御機構よだか presents 「ULTRA NAVY」                           | 東京都 Spotify O-nest                                                                                 | w/藍坊主                                     |

### 出演ライブ

#### 2021年
- 9月24日 ShotaRock pre. ｢江坂、夜鷹、念動力。｣@ESAKA MUSE w/PK shampoo
- 11月5日 Zeela pre.UMEDA EXPLOSION @梅田Zeela w/シナリオアート
- 12月27日 大忘年会DAY1 @LIVE SQUARE 2nd LINE

#### 2022年
- 4月2日 Chase pre.「茶沢ストリート」DAY2 @下北沢BASEMENT BAR
- 4月15日 Hue's 1st Full Album "Hz-adopt" Release Party -Hightide- @Live House Pangea w/Hue's、colormal
- 7月1日 Zeela presents UMEDA EXPLOSION @梅田Zeela w/SAKANAMON
- 7月2日 見放題2022
- 7月25日WOMCADOLE pre.瀧昇 九本目 二○二二 二十歳ノ二番線編@LIVE SQUARE 2nd LINE w/WOMCADOLE
- 10月7日 ShotaRock pre.「三者三様三竦」 @阿倍野ROCKTOWN w/POP ART TOWN、フリージアン、猫背のネイビーセゾン(オープニング・アクト)
- 10月21日 SOVA presents「Single-Coil-Syndrome」 @渋谷Milkyway w/airattic
- 11月12日 『アメ村天国2022』
- 11月29日 UMEDA EXPLOSION -Zeela 9th Anniversary- @梅田Zeela w/森良太バンド編成、CAT ATE HOTDOGS、猫背のネイビーセゾン
- 12月8日 MADCITY KOBE大忘年会 @神戸VARIT. w/SLMCT、the twenties
- 12月29日 2nd LINE 大忘年会2021 DAY4 @LIVE SQUARE 2nd LINE

#### 2023年
- 1月8日 SUPER BEER ROCK FES 2023
- 1月31日 田中爆誕 @梅田Zeela w/シンガロンパレード、YOKALOK、猫背のネイビーセゾン
- 2月12日 YAMAMUROCK FES. 2023 @ESAKA MUSE
- 4月17日 梅田Zeela pre.「NEOTOPIA」 @梅田Zeela w/そこに鳴る、ジラフポット、雨と理科室(オープニング・アクト)
- 6月30日 Rio presents『三十六万km先から』 @live house pangea w/グッド・バイ、さよならポエジー、hananashi、blondy
- 8月28日 THE KEBABS presents「THE KEBABS 夏友」 @新代田FEVER w/THE KEBABS、ONIGAWARA
- 11月16日 PSYCHIC FES

#### 2024年
- 2月19日 SOVA presents「Single-Coil-Syndrome 2」 @Shibuya Milkyway w/airattic
- 5月7日 SOVA presents「APPLESEED」 @LIQUIDROOM w/airattic/tipToe./DIALOGUE+
- 6月19日 THE KEBABS "締切" ※オープニング・アクト ＠EX THEATER ROPPONGI
- 8月4日 PSYCHIC FES 2024
- 11月26日 Zeela 11th ANNIVERSARY TWOMAN LIVE 1v1 #5 @梅田Zeela w/山田亮一とアフターソウル
- 11月29日 沢口かなみ主催 それはそれでいいね @山野ホール w/怪奇!YesどんぐりRPG、Luce Twinkle Wink☆、DIALOGUE+
- 12月12日 スペースシャワー列伝 第162巻 ~衝天の宴~ @新宿LOFT w/Arakezuri、Sunny Girl

#### 2025年
- 1月30日 多次元制御機構よだか meet スロウカーヴ @CLUB Que w/throwcurve
- 2月24日 ピューパ!!フェス
- 3月1日 見放題東京 2025
- 4月4日 ぼっちぼろまる 5ヶ月連続2マンシリーズ 「ぼろぼろ金メダル」@大塚Hearts+ w/ぼっちぼろまる
- 4月19日 「FLOOR-FILLER vol.2」@FlowersLoft w/カッパマイナス
- 5月24日 Shimokitazawa SOUND CRUISING2025
- 9月6日 UMEDA AOICHIBAN '25 @梅田Zeela
- 9月9日 SOVA presents 「Single-Coil-Syndrome 3」 @Spotify O-WEST
- 10月23日 RAY BAND SET presents「Deconstruction the Wall」 @下北沢 Shangri-la w/RAY BAND SET、モーモールルギャバン
- 11月13日 PSYCHIC FES 2025
- 11月24日 MUSIC CHRONICLE 2025
- 12月6日 下北沢にて'25

### 演奏参加
airattic
- 2023年12月16日 ONEMAN「airattic.tokyo20231216」(BANDSET) @下北沢Shangri-la (ギター)
- 2024年11月16日 BANDSET ONEMAN「airattic.tokyo20241116  @代官山UNIT (ギター・バンドマスター)
- 2025年3月24日 3rd Anniversary ONEMAN「airattic.tokyo20250324」 @渋谷CLUB QUATTRO (ギター・バンドマスター)

## 出演

### Podcast
- #69 【ゲスト回】ハヤシングとツーカーになろう！ - ヤマトパンクスの銀河巡礼概論[24](2021年9月15日)
- #16 ハヤシング登場！『DIALOGUE＋２』の"やっていき"とは【アニソン派！ラジオproject｜ゲスト：林 直大】[25](2023年3月10日)
- #16 おまけトーク 【アニソン派！ラジオproject｜ゲスト：林 直大】[26]